# 淡路瓦

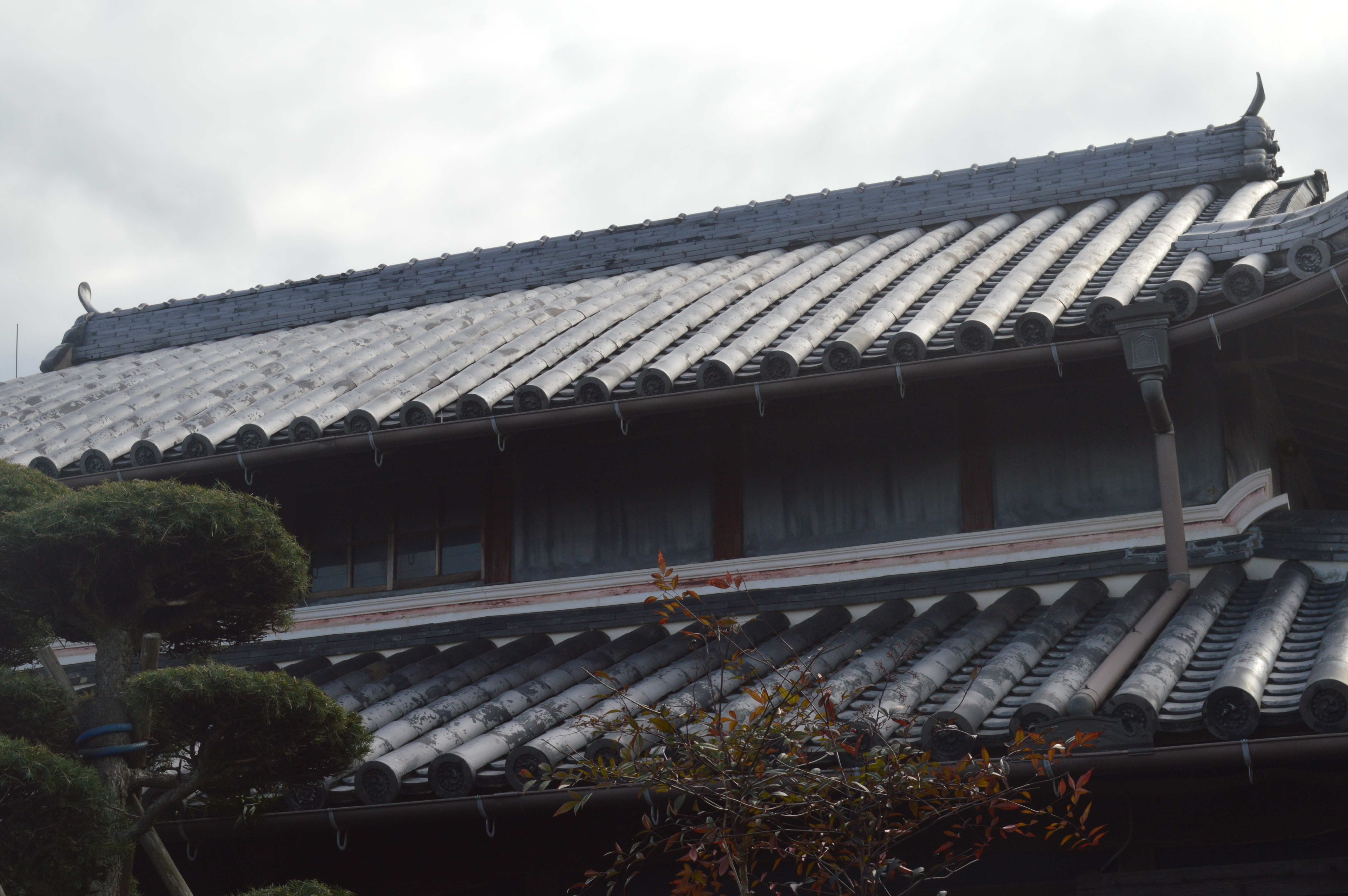
淡路瓦が用いられた民家の屋根

淡路瓦（あわじがわら）は、兵庫県の淡路島で生産される粘土瓦。三州瓦や石州瓦と並ぶ「日本三大瓦」の一つ。

## 特色

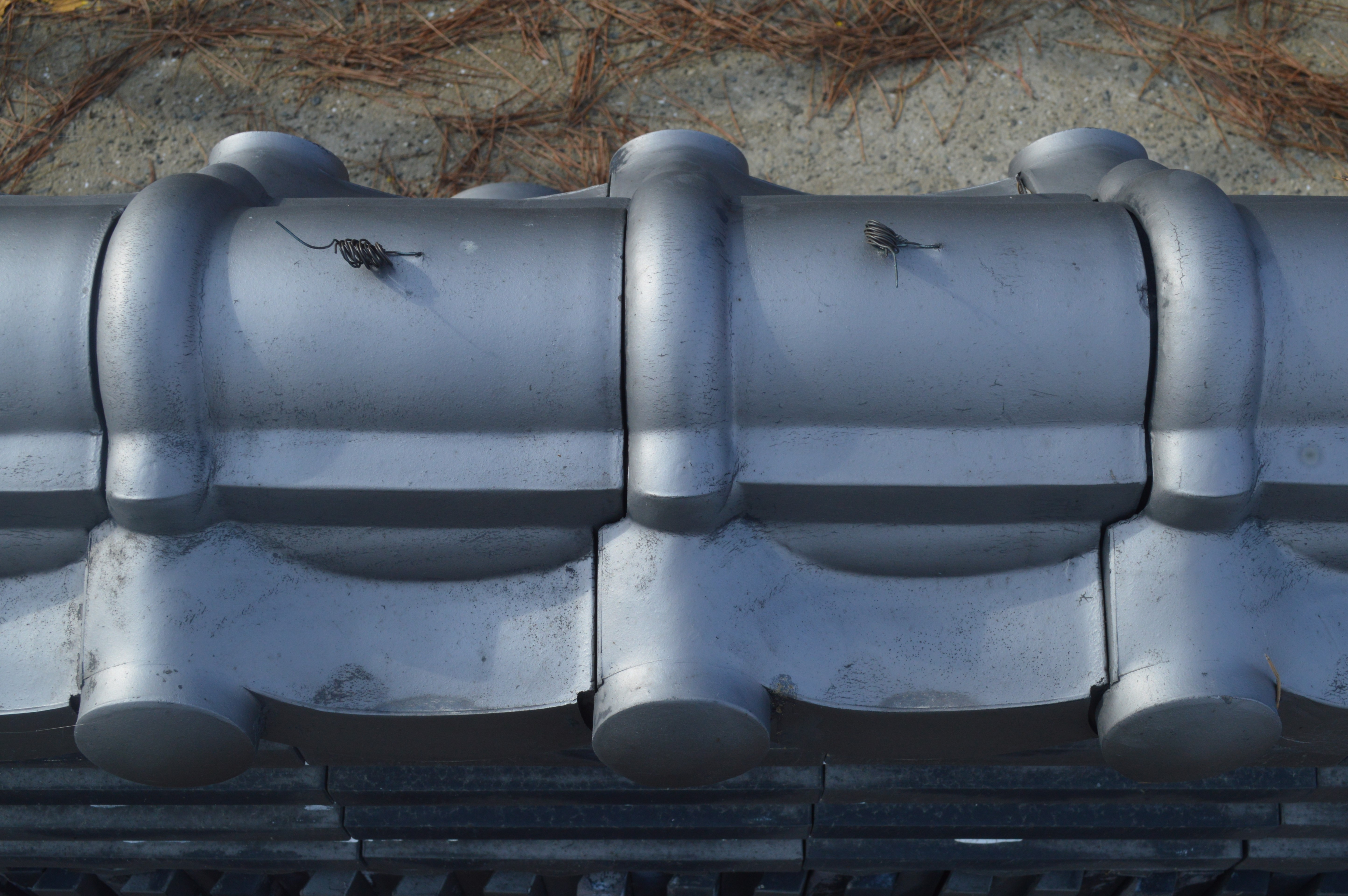
いぶし瓦である淡路瓦

### 産地
産地は南あわじ市津井、松帆、阿万などである。旧西淡町は瓦の原料になる良質な粘土に恵まれているとされる。今日の淡路島には約70軒の瓦製造業者がある。

### 種類
美しい銀色のサエが特徴のいぶし瓦を主体としており、いぶし瓦の生産量は全国一である。いぶし瓦のほかには、釉薬瓦（陶器瓦）、無釉瓦、形状では和形やF形のほか多種類の形状のものが生産されている。淡路瓦の焼成温度は1000℃前後と、三大瓦のなかでは最も低いが、「なめ土」と呼ばれる粒子の細かい粘土がいぶし瓦に適している。

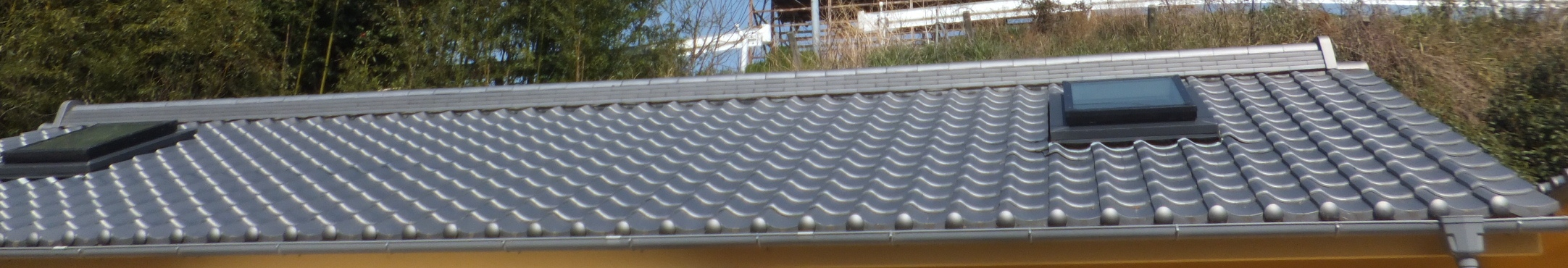
淡路瓦の屋根

## 歴史

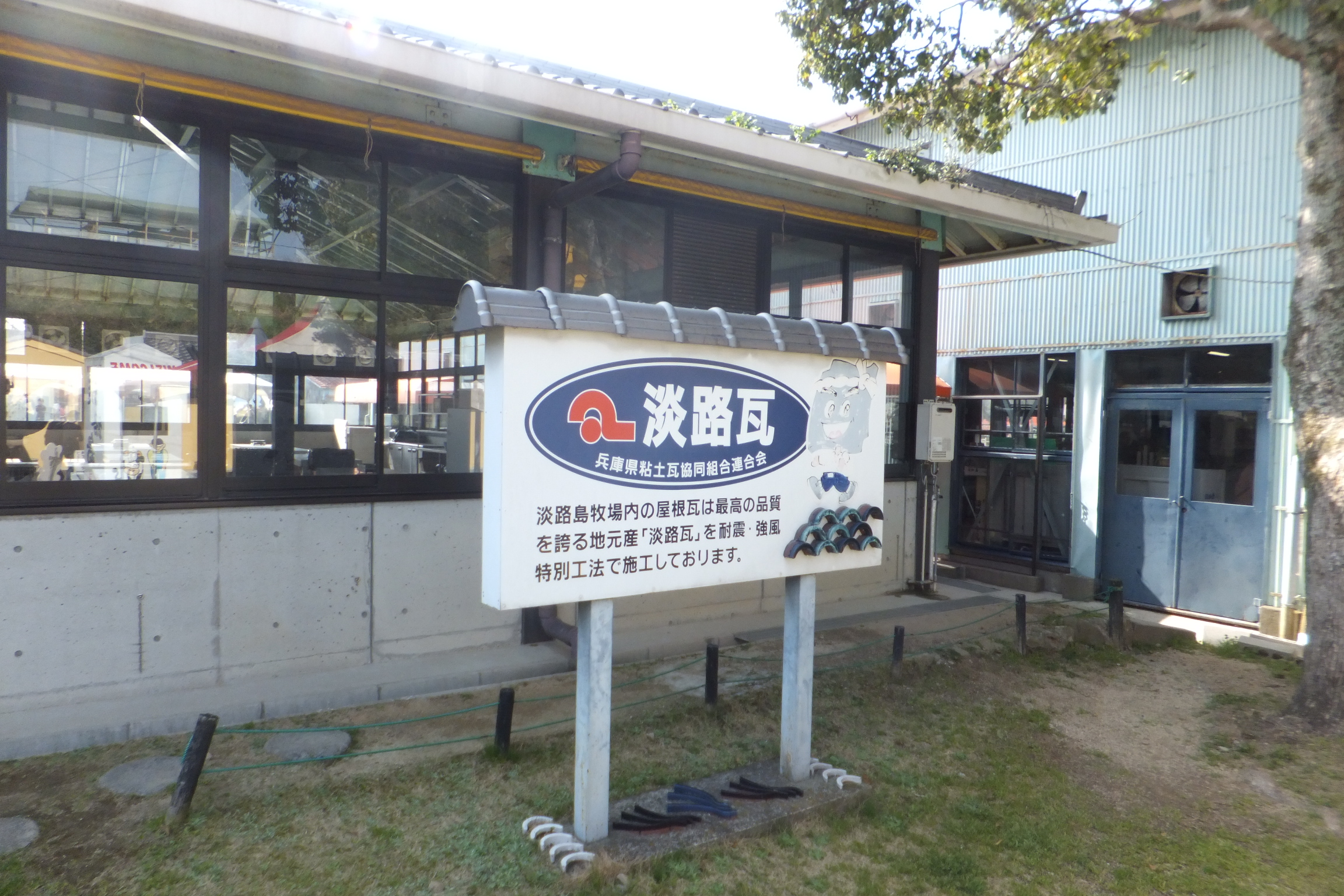
淡路瓦の紹介

『日本書紀』によると、日本に瓦製造技術が伝来したのは崇峻元年（588年）であるとされる。その約10年後には淡路島でも瓦が製造されたと思われる瓦窯跡が発見されている。
文献等に見られる淡路瓦の起源は、慶長18年（1613年）に池田忠雄が淡路国津名郡由良浦（現在の兵庫県洲本市由良）の成ヶ島に由良成山城（ゆら、なるやまじょう）を普請した際、播磨国から播州瓦の名工清水理兵衛を招いて瓦を作らせたのが最初とされる。その後、清水理兵衛の弟子により、松帆・尾崎・阿万・釜口などで瓦の製造が始められた。寛永年間（1624年～1643年）には法華宗本門流の大本山である本興寺の援助で、今日の主産地である津井に伝わったとされる。
1997年（平成9年）3月18日、「淡路鬼瓦」が兵庫県伝統的工芸品に指定された。